# The Shin Sekaï
The Shin Sekaï est un duo de hip-hop français. Formé en 2012 et dissout en 2017, il se compose de Dadju et d'Abou Tall, alors sous contrat avec le label Wati B. 
The Shïn Sekaï mélange le rap et le chant.

## Biographie

### Formation et débuts (2012–2014)
Dadju est né le 2 mai 1991 en Seine-Saint-Denis, à l’hôpital Avicenne de Bobigny, de parents d'origine congolaise. Il a grandi à Romainville. Il fait partie d'une fratrie de quatorze enfants, dont certains sont également chanteurs. Tous les frères de Dadju se retrouvent sur un même titre, Outsider, de l'album Subliminal de Gims (alors connu sous le nom de Maître Gims), à l'exception de Djelass qui n'est pas présent sur le morceau. Dadju a aussi fait une apparition dans le clip Casquette à l'envers de la Sexion d'Assaut, et a fait un featuring avec Big Ali, Dry et Black M sur le titre WatiBig Ali.
Abou Tall est né le 17 septembre 1991. Il est d'origine sénégalaise et a grandi dans le 9e arrondissement de Paris,. 
Les deux membres font souvent référence à leur arrondissement au début ou à la fin de leurs titres par l'expression Neuvième Zone, et font référence de nombreuses fois à la ville de Romainville dans leur œuvre. Dadju et Abou Tall commencent à travailler ensemble en 2012, en postant des vidéos sur Internet. Le nom du groupe fait référence au Nouveau Monde issu de One Piece, où les deux rappeurs étant fans de mangas, ont pris leur nom d'art. En dehors de ça, Abou Tall fait partie d'un collectif qui se nomme Wost, et il fait partie aussi du groupe Kla C-X (Abou Tall, Hurikkane Djezer, Krazy, Maloks et 2spi).
Ils sortent leur premier titre, Moi d'abord, en 2012, toujours sur Internet. Ils sont révélés en 2012 avec leur titre Je reviendrai, issu de leur mixtape The Shin Sekai Volume I. Cependant, leur succès n'éclate qu'en 2013 avec la sortie de leur titre Rêver, issu de l'album The Shin Sekaï Volume II. Leur titre Du Berceau au Linceul, extrait du même album, est rentré dans le Top 10 des charts en France. Pour continuer l'ascension du groupe, The Shin Sekai décide de publier, le 27 juin 2014, leur clip du morceau Mes torts extrait de l'album The Shin Sekaï Volume II. Après des efforts convaincants, The Shin Sekaï se démarque de la concurrence ; le 22 octobre 2014, le groupe remporte le trophée du « meilleur groupe de l'année 2014 » aux Trace Urban Awards,.

### Indéfini(2015–2016)
Il est annoncé dans une interview que les deux premiers volumes des Shin Sekaï étaient des EPs, avant la sortie de leur premier album qui s'intitule Indéfini, prévue pour le 25 mars 2016. Le 3 avril 2015, The Shin Sekaï dévoile le premier freestyle pour la promotion de leur album, Tokyo Story 1/3. Le 18 mai 2015 sort Tokyo Story 2/3 ; puis, le 15 septembre 2015, le Tokyo Story 3/3 est publié. Le 15 juin 2015, Dadju et Abou Tall publient leur clip du morceau Ma jolie, premier extrait de leur album. Le deuxième extrait, Aime moi demain (en featuring avec Gradur) est publié le 18 janvier 2016, peu de temps avant Parle pas, le troisième extrait d'Indéfini, le 4 mars 2016. Une semaine avant la sortie d'Indéfini, The Shin Sekaï annonce, dans l'émission Planète Rap, qu'il y aura des capsules éphémères pendant une semaine. Il laisse place donc au titre Je suis désolé, en featuring avec MHD, Quel côté, Tester en feat. avec Les Frères Lumières, et enfin Dis moi oui, en feat. avec Lartiste.

### L'aprèsThe Shin Sekaï(depuis 2017)
Fin 2016, les deux artistes annoncent, sur les réseaux sociaux, faire une pause dans leur carrière de groupe et se lancent dans un projet solo chacun.
Dadju sort quelques morceaux gratuitement, comme Kitoko et Bonne, sur son profil Facebook. En 2017, il sort, sur Instagram puis sur YouTube, une série de clips vidéo s'intitulant G 2.0 Live, des morceaux pour faire la promotion de son futur album, Gentleman 2.0 qui lance sa carrière solo.
De 2017 à 2018, Abou Tall sort ses quatre nouveaux singles chez Wati B : Dos, Maillot jaune,, S.T.R.E.A.M et Rétro, et, au printemps 2018, il quitte le label Wati B et crée son propre label, Colombe Noire, pour la série DL.

## Discographie

### Mixtapes
| Titre                                                             | Détails de l'album                                                                             | Meilleure position | Meilleure position | Meilleure position | Ventes          | Certifications |
| Titre                                                             | Détails de l'album                                                                             | France             | Belgique(FR)       | Suisse             | Ventes          | Certifications |
| ----------------------------------------------------------------- | ---------------------------------------------------------------------------------------------- | ------------------ | ------------------ | ------------------ | --------------- | -------------- |
| The Shin Sekaï Vol. 1                                             | - Sortie : 21 janvier 2013 - Label : Wati B, Jive Epic - Format : CD, téléchargement numérique | 11                 | —                  | —                  | —               | —              |
| The Shin Sekaï Vol. 2                                             | - Sortie : 13 janvier 2014 - Label : Wati B, Jive Epic - Format : CD, téléchargement numérique | 6                  | 58                 | —                  | France : 18 400 | —              |
| Indéfini                                                          | - Sortie : 25 mars 2016 - Label : Wati B, Jive Epic - Format : CD, téléchargement numérique    | 8                  | 18                 | 90                 | France : 7 572  | —              |
| « — » indique que l'album n'est pas sorti ou classé dans le pays. |                                                                                                |                    |                    |                    |                 |                |

### Compilations avec Wati B
- 2013 : Les Chroniques du Wati Boss, Vol. 1
- 2014 : Les Chroniques du Wati Boss, Vol.2

### Apparitions
- 2013 : Maître Gims feat. The Shin Sekaï - Ça marche sur l'album Subliminal
- 2013 : Dry  feat. The Shin Sekaï - Au quotidien sur l'album Maintenant ou jamais
- 2013 : Maska feat. The Shin Sekaï - Loin des ennuis sur l'album Les Chroniques du Wati Boss, Volume 1
- 2014 : Black M feat. Doomams et The Shin Sekaï - Je ne dirai rien sur l'album Les Yeux plus gros que le monde
- 2016 : Ahmox feat. The Shin Sekaï et Dr Beriz - Monsieur l'Agent
- 2017 : Sianna feat. The Shin Sekaï - N'essaie pas sur l'album Diamant Noir
- 2018 : Kiff No Beat feat. Shin Sekaï - Meli sur l'album Made In Bled